# 高橋ヒロム
高橋 ヒロム（たかはし ひろむ、1989年12月4日 - ）は、日本の男性プロレスラー、YouTuber、俳優。
東京都八王子市出身。新日本プロレス所属。愛称は 「ヒロムちゃん」。血液型A型。
本名およびヤングライオン時代のリングネームは髙橋 広夢（読みは同じ）。海外遠征時代はカマイタチ（Kamaitachi）のリングネームで活動し、2016年11月の凱旋帰国以降は名前の部分をカタカナ表記にした現在のリングネームで活動している。

## 来歴

### 入門以前 - 練習生時代
学生時代は陸上競技に打ち込み、中学生時代にG1 CLIMAX2002の決勝戦である蝶野正洋 vs 高山善廣戦を観てプロレスラーになることを志す。
2008年に八王子実践高校卒業後、新日本プロレスの入門テストを受けるも不合格に終わる。翌2009年に再度入門テストを受けて合格を果たし、新日本に入門した。同期にはキング・ファレ、三上恭佑がいた。この2009年の入門テストの際も、格闘技のバックボーンがないことがネックとなり不合格になりかけたが、試験官の1人であった田口隆祐が「彼の足の速さ、身体能力の高さは見るべきものがある」と後押しをし、仮合格となった。3ヶ月間は「練習生の練習生」という位置づけであったが、3ヶ月後の再試験をパスし、晴れて正式な練習生となった。
因みに練習生時代、新日本主催のSUPER J-CUPにてセコンドに付いた際、DDTプロレスリング所属の男色ディーノの入場パフォーマンスで行われるディープ・キスの被害を受けており、これがヒロムのファーストキスだった。

### 新日本プロレス入門 - ヤングライオン時代
2010年8月24日、新世代育成プロジェクトNEVERにて、高橋は三上恭佑を相手にプロデビューを飾った。しかし、試合は三上の逆エビ固めの前にギブアップ負けを喫した。
2011年2月24日NEVER.5にて、DDTプロレスリングの平田一喜と対戦。小林邦昭直伝のフィッシャーマンズスープレックス・ホールドでプロ初勝利を挙げる
2011年4月、BEST OF THE SUPER Jr.（以下BOSJ）の予選として行われたROAD TO THE SUPER Jr.に出場した。一回戦ではDDTプロレス所属の石井慧介と対戦するも、ダブルアームDDTで敗戦した。そして7月13日、高橋は新日本のヒールユニット、CHAOS所属の矢野通によって頭髪をハサミで切られる被害に遭い、さらに9月19日の永田裕志 vs ヒデオ・サイトーの試合後に矢野が永田を襲撃し、永田を身を挺して守ろうとした際に高橋は矢野に再度ハサミで髪を切り落とされてしまった。この矢野の暴挙に激怒した高橋は、矢野に一騎討ちを要求して同月21日にシングルマッチが組まれ矢野と対戦、高橋も意地を見せるが最後は矢野の鬼殺しでピンフォール負けを喫した。高橋はその試合後、矢野にバリカンで髪を刈られてしまった。
2012年5月26日、BEST OF THE SUPER Jr.前日記者会見において突如姿を現し、ブラック・タイガーの欠場により空位となった出場枠に参戦させてほしいと菅林直樹社長に直訴した。結果として参加が認められ、念願であったBEST OF THE SUPER Jr.に緊急出場することとなった。リーグ戦ではBブロックにエントリーし、なかなか勝利に恵まれなかったものの、最終戦である6月9日名古屋大会で鈴木軍のTAKAみちのくからピンフォール勝ちを収め、価値ある1勝を手に入れた。9月23日、DESTRUCTIONにて、井上亘とのタッグで桜庭和志 & 柴田勝頼組と対戦するが秒殺された。10月27日、台湾台北にて行われた全日本プロレス & 新日本プロレス創立40周年記念大会"We are Prowrestling LOVE！in TAIWAN"にて、真田聖也と対戦したがTHiS iS iTを決められ敗戦した。
2013年2月17日、DDTプロレスリングが主催するDDT Into The Fight 2013にて、坂口征夫と対立していた獣神サンダーライガーのパートナーに指名され、初の外敵として他団体に参戦。坂口 & 彰人と対戦し、彰人にフィッシャーマンズ・スープレックスを決めて勝利を収めた。5月18日、TAJIRIが主宰するレスリング・ニュー・クラシック（Wrestling New Classic、略称 : WNC）に参戦。児玉ユースケと対戦し、フィッシャーマンズ・スープレックスを決めて勝利するも椅子で耳を切り、耳が半分ちぎれていると囁かれながら、そのまま左手首も骨折した。同月24日、BOSJに2年連続で出場するもAブロックで全戦全敗、0点という結果に終わった。6月9日、後楽園ホールにて行われた同大会最終戦にて中西学とのタッグで永田裕志 & 渡辺高章組と対戦。渡辺から逆エビ固めでギブアップ勝ちを収め、試合後にイギリスへ遠征することをファンの前で発表した。

### 海外遠征

#### イギリス
6月14日、4FW（4 Front Wrestling）にて海外デビューし、みちのくプロレス所属の剣舞とのタッグチーム、トーキョートルネードを結成。15日、レボリューション・プロレスリング（Revolution Pro Wrestling、略称 : RevPro）にて、ダグ・ウィリアムスと対戦するが敗戦した。10月18日、4FW & みちのくプロレスによる合同イベントにて、4FWジュニアヘビー級王座を保持する剣舞と対戦するもベルトを奪取するに至らなかった。11月29日、RPWにて元TNA所属であるマーク・ハスキンスと対戦するが、敗戦した。同月30日、ドイツの団体であるwXw（Westside Xtreme Wrestling）にてバッド・ボーンズと対戦するが敗戦。

#### メキシコ
2014年1月31日、メキシコのメジャー団体であるCMLLにてOKUMURAがパートナーとして呼んだ謎のマスクマン「カマイタチ」として登場。日本人ユニットであるラ・フィエブレ・アマリージャ（La Fiebre Amarilla）を再結成し、試合ではサングレ・アステカを加え、フエゴ & スペル・アルコン・ジュニア & トリトンとトリオマッチによる3本勝負を行い2-1で勝利し、デビューを飾った。7月13日、CMLL認定アレナコリセオタッグ王座を保持するロス・レイエス・デ・ラ・アトランティーダ（デルタ & ゲレーロ・マヤ・ジュニア）に挑戦するもベルトを奪取するに至らず、15日にはリベンジマッチとしてゲレーロ・マヤ・ジュニアとシングルマッチで対戦したが、カウントアウトによる裁定で返り討ちにされてしまった。9月28日にフエゴ、10月17日にはドラゴン・リーとシングルマッチを行うがいずれも敗戦した。11月14日、ルードのトップコンビであるメフィスト & エフェストと組んでアンヘル・デ・オロ & ティタン & バリエンテとトリオマッチによる3本勝負を行うが1-2で敗戦した。
2015年1月3日、ヴィールスと組んでドラゴン・リー & ペガソと対戦して勝利。同月9日にはリーとライトニングマッチが組まれ、返り討ちにしたことから抗争へと発展する。2月20日、1Dayタッグトーナメントであるトルネオ・デ・パレハスにライバル関係であるリーと組んで出場するも、1回戦のラ・マスカラ & メフィストとの試合中にリーを裏切り敗戦した。3月20日、Homenaje A Dos Leyendas 2015にてリーとの決着戦としてマスカラ・コントラ・マスカラを行ったが敗戦。マスクを脱ぐことになり、自らの正体を明かした。12月4日、CMLL世界スーパーライト級王座を保持するリーに挑戦、一時は勝利しベルトを奪取したかのように思われたが、リーがロープに足をかけていたということから判定が覆り試合が再開。結局敗戦してしまいベルトを奪取するに至らなかった。
2016年1月23日、後楽園ホールで行われた新日本プロレス & CMLLの共催興行FANTASTICA MANIA 2016にてドラゴン・リー vs ヴィールスの試合後に突如登場。リーに対してジャーマン・スープレックスを決めて襲撃し、CMLL世界スーパーライト級王座への挑戦を要求した。同月24日、CMLL世界スーパーライト級王座のタイトルマッチが決行。試合終盤、リーの猛攻により窮地に立たされるが、足4の字固めで形勢を逆転するとジャーマン・スープレックスの連発から張り手、ラリアットと打撃技で攻めると最後はカナディアン・デストロイヤーを決めて勝利を収め、第14代王者となった。

#### アメリカ
4月よりCMLLから離脱し、アメリカに拠点を移す。同月30日、ROHが主催する Conquest Tour 2016にロデリック・ストロングの代理として出場し、ACHと対戦して、同団体デビュー戦を行った。その後、ROHにレギュラー参戦するようになり、6月24日、Best In The World 2016にて、ROH世界タッグ王座戦のジ・アディクション（クリストファー・ダニエルズ & フランキー・カザリアン） vs モーターシティ・マシンガンズ（クリス・セイビン & アレックス・シェリー）の試合に乱入し、観客席にいたジェイ・ホワイトを襲撃した。レフェリーの気を散らしている隙に、試合はアディクションが勝利を収め試合後にアディクションと共に退場して共闘を宣言した。9月3日、プロレスリング・ゲリラ（Pro Wrestling Guerrilla、略称 : PWG）が主催するトーナメント、バトル・オブ・ロサンゼルスに出場。一回戦でトレヴァー・リーと対戦したが敗戦した。10月29日、新設されたROH世界6人タッグ王座を賭けたトーナメントにアディクションのトリオで出場。一回戦でチームCMLL（ウルティモ・ゲレーロ & OKUMURA & エチセロ）と対戦したが、試合途中に連携が上手くいかない理由からダニエルズと口論を交わし試合も敗戦した。試合後、ダニエルズに対してツバを吐いてアディクションと決別した。

### 凱旋帰国

#### 2016年
11月5日、POWER STRUGGLEにてIWGPジュニアヘビー級選手権試合終了後、場内スクリーンに時限爆弾のカウントダウンが表示され、爆発音と共に入場ゲートからヒロムが登場し、IWGPジュニア王座を奪取したKUSHIDAに対し、同王座への挑戦をアピールして宣戦布告を行った。12月10日、WORLD TAG LEAGUE最終戦にて棚橋弘至 & KUSHIDA vs 内藤哲也 & ルーシュ戦の試合中に花道から姿を現し、レフェリーのブラインドを突いてリングに上がるとKUSHIDAを襲撃し、内藤組の勝利をアシストした。試合後に内藤からロス・インゴベルナブレス・デ・ハポン（Los Ingobernables de Japón、略称 : L・I・J）の帽子を差し出されると、ヒロムはそれを手に取ってべろりと舐めてから頭に被り、内藤と拳を突き合わせL・I・Jに加入を果たした。

#### 2017年
1月4日、『WRESTLE KINGDOM 11 in 東京ドーム』でKUSHIDAの持つIWGPジュニアヘビー級王座に挑戦して勝利し、同王座に初戴冠した。
2月11日、THE NEW BEGINNING in OSAKAにてドラゴン・リーに勝利し、IWGPジュニアヘビー初防衛に成功する。
3月6日、大田区で開催された旗揚げ記念日興行で田口隆祐と対戦。中盤に田口のオーマイ＆ガーアンクルを受けてタップ寸前まで追い込まれるも最後にはTIME BOMBを決めて勝利し、2度目の防衛に成功する。
4月9日、SAKURA GENESIS 2017にてKUSHIDAと再戦。入場中に奇襲を仕掛けてきたKUSHIDAに対し、ヒロムはすぐさまTIME BOMB→デスバレー・ボム→TIME BOMBと連続技を叩き込み、わずか1分56秒でKUSHIDAから3カウントを奪取し、3度目の防衛に成功する。
4月29日、別府ビーコンプラザで行われた「レスリング豊の国2017」でリコシェに勝利し、4度目の防衛に成功。
6月11日、紆余曲折の末にBEST OF THE SUPER Jr.24優勝者のKUSHIDAの挑戦を受け、DOMINION 6.11 in OSAKA-JO HALLにてKUSHIDAのホバーボードロックの前にギブアップし、防衛に失敗した。
その後、どうにかベルトに挑戦したいヒロムは、KUSHIDAから王座を奪ったウィル・オスプレイに挑戦をアピールしようとリングに上がるが、KUSHIDAによる顔面へのパンチ一発で一蹴された。続いて、マーティ・スカルがオスプレイに挑戦する場面に割り込もうとするも、スカルの指折り攻撃で駆逐された。その後、スカルがオスプレイを倒して王座を奪取した場面で、KUSHIDAに続き、防護面と保護手袋を付けたヒロムも登場。ようやくマイクを持って挑戦表明することができ、王者のマーティ・スカル、KUSHIDA、ウィル・オスプレイとの4way王座戦に参加することになった。

#### 2018年
1月4日、東京ドーム大会にてIWGPジュニアヘビー級王座4wayルール戦に挑戦、ヒロムもオスプレイにTIMEBOMBを決めるが、スカルにカウントを阻止され王座奪還とはならず、試合はオスプレイがスカルから勝利し、新王者となった。
2月10日、「リマッチはしない」という自らの発言を覆し、大阪府立体育会館『THE NEW BEGINNING in OSAKA』にてオスプレイの持つIWGPジュニアヘビー級王座に挑戦するも20分05秒、オスカッターに散る。
3月6日、大田区総合体育館にてSHO & YOH組の持つIWGPジュニアタッグ王座に、金丸義信＆エル・デスペラード組を含めた3WAYマッチ戦で挑戦（パートナーはBUSHI）。しかし、SHOがデスペラードから3カウントを奪われたため、王座戴冠とはならなかった。
4月1日、両国国技館『SAKURA GENESIS』にて金丸＆デスペラードの持つIWGPジュニアタッグ王座にSHO & YOHを含めた3WAYマッチ戦で再び挑むも（ヒロムのパートナーはBUSHI）、デスペラードのピンチェ・ロコにSHOが沈み、またしても王座戴冠はならなかった。
4月23日、後楽園ホール『Road to レスリングどんたく』にて、金丸＆デスペラード組の持つIWGPジュニアタッグ王座にBUSHIとのタッグで挑戦。ヒロムもデスペラードをあと一歩まで追い込むが、チャンピオンベルトで頭部殴打→ベルトの上にピンチェ・ロコを受けたヒロムが3カウントを奪われ、三たび王座戴冠はならなかった。
4月29日、L・I・J vs 鈴木軍全面対抗戦の様相を呈したグランメッセ熊本『レスリング火の国』にてヒロムが金丸、BUSHIがデスペラードから共にシングルマッチで勝利し、先のタッグ戦での雪辱を果たす。
6月4日、後楽園ホールで行われたBEST OF THE SUPER Jr.25優勝決定戦にてAブロックを勝ち抜いた石森太二と初対決した。ヒロムも壮絶な激闘の末に石森から勝利を収め、BEST OF THE SUPER Jr. 初優勝を果たす。優勝後のマイクアピールでヒロムは、「これが!! 俺たちの!! 『SUPER Jr.』だぁーーーー!!」と絶叫し、Jr.新時代の幕開けを印象付けた。
6月9日、大阪城ホール『DOMINION』で行われたIWGPジュニアヘビー級選手権試合にて、王者であるオスプレイを破り第81代王者となる。
6月18日 後楽園ホールにてデスペラードと初防衛戦を行い、勝利。ヒロムは次期挑戦者としてドラゴン・リーを指名した。
7月7日、アメリカ・サンフランシスコのカウ・パレスにて開催された『G1 SPECIAL IN SAN FRANCISCO』にてIWGPジュニアヘビー級選手権試合を行い、挑戦者のリーにTIME BOMBで辛勝を収めるも、試合中に受けた投げっぱなしドラゴンドライバーにより頸椎の複数箇所骨折という大怪我を負い、戦線離脱を余儀なくされた。
8月20日、ヒロムの王座返上が発表された。菅林会長によると、ヒロムは「復帰まで半年以上かかりそう」とのことであった。

#### 2019年

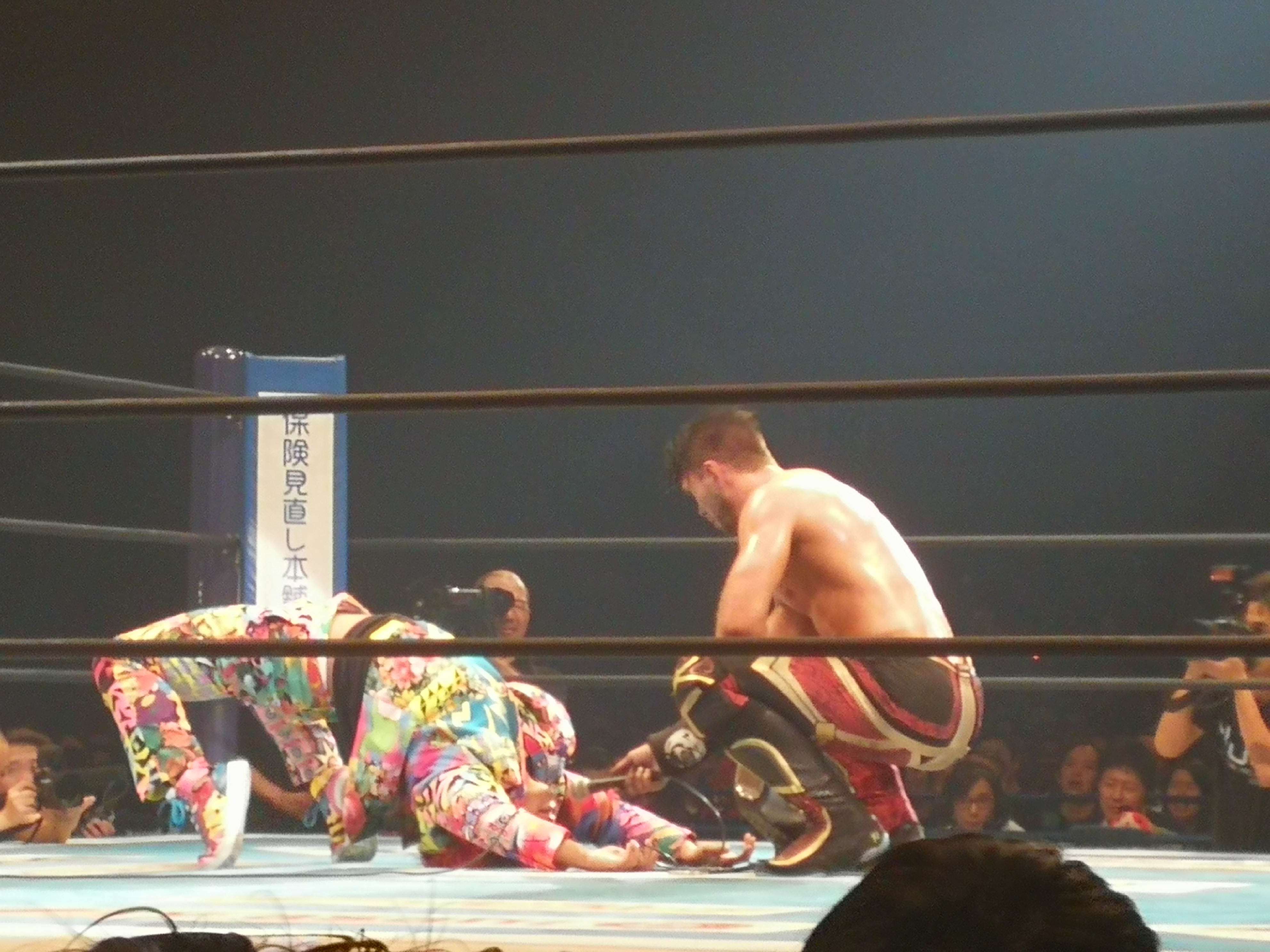
2019年11月3日

11月3日、ヒロムは大阪府立体育会館（エディオンアリーナ大阪）で行われたオスプレイ対BUSHIの試合後に登場、リング上で王者・オスプレイに対し2020年1月4日・5日に東京ドームで行われるレッスルキングダム14での挑戦表明を行った。
12月19日、後楽園ホール大会で1年5ヵ月ぶりに復帰し、BUSHIと組んでロビー・イーグルス、オスプレイ組と対戦した。ヒロムは欠場前と変わらない動きで場内を沸かせたが最後はロビーに丸め込まれてしまい敗戦、復帰戦を白星で飾ることはできなかった。

#### 2020年
1月4日、『WRESTLE KINGDOM 14 in 東京ドーム』で行われたIWGPジュニアヘビー級選手権にて王者オスプレイと対戦。入場では、様々な色の羽根が装飾されたど派手なガウンで現れた。一進一退の攻防の末に決めたTIME BOMBをキックアウトされるも、最後は新技TIME BOMB IIでオスプレイから3カウントを奪取し、第86代王者となる。
1月5日、『WRESTLE KINGDOM 14 in 東京ドーム』2日目、リュウ・リー（ドラゴン・リー）とタッグを組み、この試合をもって現役を引退する獣神サンダー・ライガーと対戦（ライガーのパートナーは佐野直喜）。この大会数日前に開催されたライガーのトークイベントに突如現れたヒロムは、「チャンピオンとしてアナタを気持ちよく引退させます。」と宣言し、約束通り腰にはIWGPジュニアのベルトを保持して試合に臨み勝利した。試合後、大の字になったライガーにヒロムは、「アナタが作ってきたジュニアを必ず頂点まで上げて見せます。約束します。」と言葉を送った。ヒロムはその後、IWGPジュニアヘビー級王座の初防衛戦相手にリュウ・リーを指名し、2月9日の大阪城ホール大会で初防衛戦が決定した。
2月9日、大阪城ホール大会にてリュウ・リーと初防衛戦を行い、最後はTIME BOMB2連発で勝利して初防衛に成功する。試合後、ヒロムはIWGPヘビー級王座&IWGPインターコンチネンタル王座を防衛した内藤の闘いたい相手として花道から現れ、シングルマッチを行うことを約束し、翌10日に3月の旗揚げ記念日大会でのスペシャルシングルマッチが決定したが、直後に発生した新型コロナウイルスの影響に伴う日本政府からのイベント開催自粛勧告により大会自体が中止となったため、団体も6月まで全ての大会開催を断念した。挑戦は白紙に戻された。
110日ぶりの活動再開となった6月15日、ヒロムは内藤＆鷹木とタッグを組んでオカダ・カズチカ＆YOH＆SHOと対戦し、試合は内藤がYOHから3カウントを奪い勝利した。
その後、NEW JAPAN CUPに初エントリー。ヒロムも本間朋晃、矢野通、石井智宏といったヘビー級選手を次々と倒し準決勝に進出したが、オカダと対戦して敗北。
7月25日、ヒロムは愛知県体育館で開催されたSENGOKU LORD in NAGOYAのメインイベントで2冠王者のEVILとIWGPヘビー級・IWGPインターコンチネンタルダブル選手権試合で対戦、試合は終盤に掟破りのEVILからTIME BOMB、そしてTIME BOMB IIを決めるも3カウントはディック東郷に阻止されると、ダーティーファイトで形勢逆転したEVILにも敗れ、自身の夢と公言するIWGPヘビー級王座には届かなかった。
8月29日に行われた「SUMMER STRUGGLE in JINGU」の第4試合で、ヒロムは石森を相手にIWGPジュニアヘビー級王座の二度目の防衛戦を行った。試合はスピーディー&テクニカルな真っ向勝負となったが、ヒロムもSUMMER STRUGGLEシリーズ中に徹底的に痛めつけ、さらに休場に追い込んだ左肩にもダメージを蓄積させられてしまい、最後は石森にBone Lock（変型Yes Lock）でタップアウトとなり、二度目の防衛に失敗した。
9月3日から開幕された「NEW JAPAN ROAD」にて、YOHの負傷欠場により返上されたIWGPジュニアタッグ王座をかけてIWGPジュニアタッグ王座決定リーグ戦(4チームによる)で、ヒロム＆BUSHI組で出場してリーグ戦を2位で通過。
9月11日に行われたジュニアタッグ王座決定戦では、リーグ戦1位のデスペラード＆金丸組と対戦するが敗北。
12月11日、BEST OF THE SUPER Jr. 27でエル・デスペラードとの激戦を制し、2年ぶり2回目の優勝を果たす。

#### 2021年
1月4日、『WRESTLE KINGDOM 15 in 東京ドーム』1日目、自らが提案し行われたSUPER J-CUP優勝者（エル・ファンタズモ）とのシングルマッチで勝利したことにより、翌日の『WRESTLE KINGDOM 15 in 東京ドーム』2日目にて石森が所持するIWGPジュニアヘビー級王座に挑戦する権利が与えられた。
1月5日、『WRESTLE KINGDOM 15 in 東京ドーム』2日目、前日に挑戦権を獲得したことにより、IWGPジュニアヘビー級王者である石森と対戦して勝利。第88代王者となった。
2月19日、岩手県営体育館大会で負傷し（後に左大胸筋断裂、全治半年と判明した）、そのため2月25日の後楽園ホール大会で予定されていたIWGPジュニアタッグ選手権試合をキャンセルすることとなり、保持していたIWGPジュニアヘビー級王座も返上となった。ヒロムは欠場中もビックマッチの開始前に現れ、前説を行うというファンサービスも見せた。
7月25日、ヒロムはWRESTLE GRAND SLAMin東京ドーム大会にていつもの如く前説に現れ、「今日のIWGPジュニアヘビー級選手権の勝者はこの俺と戦え!」と言い放ち、前説卒業宣言・復帰宣言・ベルト挑戦宣言を行なった。
8月27日、後楽園ホールでDOUKIとの復帰戦を行った。
9月5日、WRESTLE GRAND SLAMinメットライフドーム大会にて、IWGPジュニアヘビー級王座を保持するロビー・イーグルスに挑戦するも、敗れた。
11月13日、後楽園ホールから始まったBEST OF THE SUPER Jr. 28の出場選手としてシリーズ参戦し、7勝3敗1引き分け、トーナメント1位通過で優勝決定戦へと進出した。 
12月15日、ヒロムは両国国技館で行われた優勝決定戦でYOHを破り、3回目の優勝及び連覇を達成した。
試合後、IWGPジュニアヘビー級王座への挑戦意思をあらわにした。

#### 2022年
1月4日、『WRESTLE KINGDOM 16 in 東京ドーム』1日目、IWGPジュニアヘビー級王座に挑戦するも王者 エル・デスペラードに敗北を喫した。
3月、『NEW JAPAN CUP』に2年ぶり2度目のエントリーを果たす。SHO、鈴木みのる、EVILを下しベスト8に進出するも、鷹木信悟との同門対決に敗れた。
4月9日、『HYPER BATTLE'22』にて、EVILの持つNEVER無差別級王座に挑戦。レフェリーの目をくぐり介入してくるディック東郷をしりぞけ、果敢に攻め続けるが敗れた。 
6月3日、『BEST OF THE SUPER Jr. 29』Aブロック6勝3敗1位通過で決勝戦に進出、因縁のエル・デスペラードと対戦。負傷箇所の脚を責められ続けるが、最後はTIME BOMB、新技TIME BOMB2.5を連続で繰り出し3カウントを奪取。30分越えの死闘を制し優勝。前人未到の3連覇を果たした。
6月21日、石森太二の持つIWGPジュニアヘビー級王座に挑戦したが敗れ、5度目の王座戴冠にはならなかった。

#### 2023年
1月4日、『WRESTLE KINGDOM 17 in 東京ドーム』にて、石森太二の持つIWGPジュニアヘビー級王座に4WAYマッチ（vs石森太二/マスター・ワト/エル・デスペラード）で挑戦。ワトから3カウントを奪取し、第93代王者となる。
2月5日、『THE NEW BEGINNING in SAPPORO』にて、挑戦者YOHとIWGPジュニアヘビー級選手権試合を決行。死闘を制し、初防衛に成功した。
2月21日、プロレスリング・ノアの東京ドーム大会にてGHCジュニアヘビー級王者のAMAKUSAと激突した。AMAKUSAをかつて『トーキョートルネード』として一緒に戦ったみちのくプロレスの剣舞だと信じて疑わないヒロム。AMAKUSAの変幻自在の丸め込みに翻弄されるシーンもあったが、最後はTIME BOMB IIで3カウントを奪取。試合後にはAMAKUSAに対し、人違いをしていたことを謝罪するコメントを残した。
3月1日には、自ら提唱し企画した『レック Presents ジュニア夢の祭典 〜ALL STAR Jr FESTIVAL 2023 〜』を開催。盛り上げ役兼発起人として腕を振るい、大成功を収めた。
3月21日、アオーレ長岡にてリオ・ラッシュとのIWGPジュニアヘビー級選手権試合を決行。窮地に陥る場面もあったが、最後はTIME BOMB IIで3カウントが入り、2度目の防衛を果たした。
4月8日、ロビー・イーグルスとのIWGPジュニアヘビー級選手権試合で3度目の防衛を果たした後、IWGP世界ヘビー級王座を初戴冠したSANADAに挑戦表明を行った。しかしそれに対し、金丸義信が立ちふさがりヒロムの持つジュニアヘビー級王座への挑戦をアピール。ヘビー級王座挑戦の前にジュニアヘビー級王座の防衛戦が決定した。
4月27日、広島サンプラザホールにて金丸義信とのIWGPジュニアヘビー級選手権試合が決行された。31分58秒の死闘の末辛くも勝利し、4度目の防衛に成功、再度IWGP世界ヘビー級王者SANADAへの宣戦布告を行った。
5月3日、レスリングどんたくにてSANADAの持つIWGP世界ヘビー級王座に挑戦。果敢に食らいつくもベルトの戴冠には至らなかった。
5月12日より始まった『BEST OF THE SUPER Jr. 30』ではAブロックとして出場、善戦したもののマイク・ベイリー、リオ・ラッシュ、ティタンに敗れ得点12点で終了、予選ブロック敗退となり目標としていた10連覇達成は叶わなかった。
5月30日、ドラディション後楽園ホール大会に出場。越中詩郎、AKIRAとタッグを組み、藤波辰爾＆船木誠勝＆新崎人生と6人タッグマッチで激突した。試合後、ヒロムは藤波にシングルでの対戦をアピール、それに対し藤波は「待ってろ、良い返事を返してやる」と応答した。
6月4日、大阪城ホール『DOMINION』にてBEST OF THE SUPER Jr.30覇者のマスター・ワトとIWGPジュニアヘビー級選手権試合を行った。激闘の末、自身初となる5度目の防衛に成功した。
7月2日、 ワールド記念ホールにてDRAGONGATEが主催する興行『KOBEプロレスフェスティバル』に初参戦し、YAMATOとシングル初対決。熱戦の末、TIME BOMB IIで勝利した。
8月4日、GLEATの両国国技館大会『GLEAT VER.MEGA』に参戦、GLEAT所属の頓所隼、全日本プロレス所属の青柳亮生とタッグを組んで、カズ・ハヤシ＆田中稔＆CIMAと6人タッグマッチで激突した。
8月11日、プロレスリングFREEDOMSの横浜大会に参戦した。以前よりヒロムとの対戦を要望していたドラゴン・リブレ＆香取貴大組に対し、高岩竜一とタッグを組んで対戦した。高岩との新旧新日本ジュニアの連携も見せつつ試合は終始優位に進み、最後はドラゴン・リブレからダイナマイト・プランジャーで3カウントを奪って完勝した。
8月27日（メキシコ現地時間）、CMLLアレナメヒコ大会にてミスティコの持つ世界ヒストリック・ミドル級王座に挑戦。時折ダーティーファイトも駆使して試合を優位に進めたものの、最後は両者ダブルフォールで引き分けとなり、王座奪取へは至らなかった。
9月3日、全日本プロレスのアオーレ長岡大会に参戦し、ライジングHAYATOとスペシャルシングルマッチで激突した。激しい攻防の末にTIME BOMBで3カウントを奪取、貫禄勝利を収めた。ヒロムは試合後、HAYATOを絶賛するコメントを残した。
10月9日、両国国技館『DESTRUCTION in RYOGOKU』にて、マイク・ベイリー、YOH（当初挑戦予定だったリオ・ラッシュが体調不良のため代打出場）を相手にIWGPジュニアヘビー級選手権試合が行われた。YOHはヒロムにファイナルアワー（リオ・ラッシュのフィニッシュ技）、ベイリーに対しDIRECT DRIVE（YOHのフィニッシュ技）を決めるなど果敢に攻め、一時は危うい場面もあったが、最後はヒロムがYOHに対しTIME BOMB IIで3カウントを奪って勝利。チャンピオンの意地を見せ、6度目の防衛に成功した。
試合後、首の怪我により欠場中だった石森太二が登場。不敵な笑みを浮かべながらベルトの挑戦を表明した。
10月15日、みちのくプロレスの矢巾町民総合体育館大会にて、フジタ"Jr"ハヤトとの一騎打ちが行われた。昨年5月からヒロムとの対戦を熱望していたハヤト、その熱いラブコールにヒロムが応え、1年越しに実現する形となった。1250人超満員の観客が見守る中、両者の打撃が交差する、まさしく"バチバチ"の試合が進められた。試合の終盤、ヒロムちゃんボンバーを連続で打ち込まれながらも意地で立ち上がるハヤトをTIME BOMB IIで沈め、29分を超える死闘をヒロムが制した。試合後のマイクでは観戦していたハヤトの両親に駆け寄り「世界最高の息子さんですね。本当にありがとうございました」と直接感謝の言葉を伝えた。バックステージコメントでは、初めてちょっとだけ満足のいく試合が出来たと述べ、自らのプロレス人生第3章の終わりを告げた。
10月22日、DDTプロレスリングの後楽園大会にて EXTREME級王座を防衛した平田一喜を背後から丸め込み、アイアンマンヘビーメタル級王座を強奪。第1584代チャンピオンとなり、自身初となる2冠王となった。だがその日を境に、石森太二やユニットの仲間である辻陽太、ヤングライオンの中島佑斗に度々急襲されフォールを狙われるようになり、さらに実況中継のゲストに呼ばれた際に解説のミラノコレクションA.T.にもフォールを狙われ、人間不信に陥る。
10月29日（アメリカ現地時間）、アメリカ・ラスベガスのホテルの自室にて寝落ちしていたところ、丁度腹部に乗っていたiPhone14イエローに3カウントを奪われ王座陥落。ヒロムのiPhone14イエローがアイアンマンヘビーメタル級王座第1585代チャンピオンとなった。その直後、チャンピオンのiPhone14イエローを丸め込んで第1586代チャンピオンになった坂井澄江を更に丸め込み、第1587代チャンピオンに返り咲いた。なお、このラスベガス大会で試合終了後に花道でアイアンマン王座を狙うダニー・ライムライトに急襲されたが、辛くも撃退している。
11月4日、大阪府立体育会館（エディオンアリーナ大阪）にて、首の怪我から復帰した石森太二とのIWGPジュニアヘビー級選手権試合が行われた。終始、左肩を責められ、更にはBone Lockで締め上げられ屈しそうになるも、最後は名も無きヒロムロールの改良型、名も無きヒロムロールPART2で丸め込み、3カウントを奪取。7度目の防衛に成功し、ついに腰にベルトを巻くことが叶った。試合後のマイクでは、次期挑戦者にエル・デスペラードを指名。来年の1.4東京ドームでの対戦が決定した。
また、11月2日の試合後に石森に3カウントを取られたことにより失っていたアイアンマンヘビーメタル級王座は、4日に石森から直接勝利することによって自動的に王座が移動、不本意ながらも第1589代王者に返り咲く形となった。
11月12日、DDTプロレスリングの両国国技館大会『Ultimate Party 2023』に参戦し、若手時代初勝利の相手である平田一喜とアイアンマンヘビーメタル級王座防衛戦を行った。「Dramatic Dream Round“楽しもうぜ!!”何が出るかな!?お楽しみデスマッチ」と銘打たれた本試合は、1R2分のラウンド制で平田が用意したルーレットをヒロムが回し、出たルールで戦うという試合方法で行われた。「ミュージカルシチュエーションデスマッチ」「ハンディキャップマッチ」「目隠し乳隠しデスマッチ」など癖の強すぎるルールに困惑しながらも対応し、ダンスを踊らなければ試合を決着する権利が与えられない「ダンシングデスマッチ」では、ノリノリで「TOKYO,GO」を踊り切り観客を沸かせた。最後は平田に若手時代のフィニッシュ、小林邦昭直伝のフィッシャーマンズ・スープレックスで3カウントを奪取。夢のような一戦が幕を閉じた。
平田に勝利したことでアイアンマンヘビーメタル級王座を防衛したヒロムだったが、試合後にIWGPジュニアヘビー級ベルトを肩に乗せながら寝そべったことで王座が移動、「IWGPジュニアヘビー級ベルトさん」が1590代アイアンマンヘビーメタル級王者となった（その後すぐに平田に王座奪取された）。なお、試合開始前に控え室前の廊下でアイアンマン王座を狙う丸藤正道に急襲されたが、レフリーが不在だったため難を逃れている。
試合が終わり大歓声を浴びながらリングを後にするヒロムの背後には、ファーストキスの相手である男色ディーノの姿が。濃厚なリップロック（キス）を真正面から受け止め、2人でバックステージに帰っていった。

#### 2024年
1月4日、『WRESTLE KINGDOM 18 in 東京ドーム』にて、挑戦者エル・デスペラードとのIWGPジュニアヘビー級選手権試合が行われた。感情の込もった熱い試合が繰り広げられたが最後はピンチェ・ロコで3カウントを奪われ、8度目の防衛に失敗。目標としていた最多防衛への道は遠のいた。
2月12日から始まった『FANTASTICA MANIA 2024』にて、2代目KAMAITACHIが初参戦した。1代目のロングタイツとは異なり、全身を覆うコスチューム姿で登場し、バックステージコメントでは彼のマネージャーを名乗る謎の人物、ミスター・タカハシが代理でコメントを残した。
2月22日、単独イベント「ヒロムちゃんといっしょVol.2」にて発表があり、新日本プロレス初の試みとなる個人ファンクラブ「HR（ヒロムルーム）」が始動した。
3月3日、後楽園ホールにて行われたプロレスリングZERO1の23周年記念大会に参戦し、星野良とシングルマッチを行った。熱い試合が期待されたが、星野の試合中の負傷によりわずか3分弱でTKO勝ちとなった。不本意な勝利となったが、『新日本ジュニアの礎を築いた大谷晋二郎選手とリングで戦うこと』という願い事を実現するためには星野からちゃんと勝利する必要があると語り、再戦を誓った。
5月11日より始まった『BEST OF THE SUPER Jr. 31』ではBブロックとして出場。初戦からKUSHIDA、DOUKIに敗れ連敗スタートとなったものの、その後連勝。勝ち点を12点に増やし順調に準決勝に進むかと思われたが、最終公式戦で石森太二に敗れ、予選ブロック敗退となった。
6月9日、大阪城ホール『DOMINION』にて棚橋弘至、矢野通、ボルチン・オレッグが持つNEVER無差別級6人タッグ王座に辻陽太、BUSHIとタッグを組み挑戦。体格差から不利に思われたが辻が棚橋からスリーカウントを取りベルトを奪取。自身初めてのタッグ王座戴冠となった。
6月10日、後楽園ホールにて行われたエル・デスペラードの自主興行『DESPE-invitacional』の第3試合に登場。葛西純と組み、鈴木みのる・植木嵩行組とハードコアタッグマッチで戦った。自身が持ち込んだ大量のブロック玩具に苦しめられつつも、最後は植木にパールハーバースプラッシュを決めてスリーカウントを奪取。試合後には葛西からゴーグルをプレゼントされ大はしゃぎで退場した。
6月21日（メキシコ時間）、CMLLアレナ・メヒコ大会のメインイベントにてミスティコの20周年記念試合が行われた。ミスティコを祝う壮大なセレモニーの後、対戦相手としてヒロムが登場。昨年のタイトルマッチから約1年ぶりの対戦となった。試合はヒロムの優勢で進められたが、最後はラ・ミスティカでタップアウトし、敗北となった。
翌日の22日、CMLLアレナコリセオ大会にてボラドール・ジュニアと組み、ミスティコ・石森組と対戦。試合後にはミスティコと将来マスカラ・コントラ・カベジェラ（一方はマスク、もう一方は髪の毛を賭ける）で戦う約束を取り交わした。
8月30日（アメリカ時間）、アメリカ大会『Capital Colision』にてムスタファ・アリとのスペシャルシングルマッチが行われた。4月12日のシカゴ大会で敗れて以来の対戦となった。アリのテクニックに翻弄され、中々ペースを掴むことが出来ず苦戦したものの最後はTIME BOMBで勝負を決めた。試合後、アリは翌年2025年のBOSJでの再戦を希望した。
9月9日、後楽園ホールにて王者HENAREとのNEVER無差別級王座をかけたタイトルマッチが行われた。奮闘したもののHENAREのパワーを覆すことはできず、25分02秒 Streets of Rageでピンフォール負けを喫し、王座奪取に失敗した。
10月24日から始まった『SUPER Jr. TAG LEAGUE 2024』ではBUSHIをパートナーにAブロックで出場。ヒロムは2017年ぶりの出場で優勝が期待されたが、2勝3敗で負け越しという悔しい結果となった。
11月24日、後楽園ホールにて開催されたDRADITIONの『DRAGON EXPO 1978』で藤波辰爾とのシングルマッチが行われた。獣神サンダー・ライガーをレフェリーに超満員1350人の観客が見守る中試合が行われ、最後はTIME BOMBでヒロムが勝利した。
11月19日から始まった『WORLD TAG LEAGUE 2024』では師匠・内藤哲也とBブロックで出場。ヘビーとの体格差に苦しめられる場面も多くあったが、5勝2敗（うち1戦は不戦勝）でBブロックを1位で通過した。
12月8日、グランメッセ熊本で行われたWORLD TAG LEAGUE優勝決定戦ではSANADA・ゲイブ・キッド組と対戦。27分もの激闘の末、最後はヒロムがSANADAに名も無きヒロムロールPART2を決め、3カウントを奪取。内藤・ヒロム共に初めてのWORLD TAG LEAGUE優勝を成し遂げた。ジュニアヘビー級を主戦場としている選手の優勝は史上初。

#### 2025年
1月4日、『WRESTLE KINGDOM 19 in 東京ドーム』にて、師匠・内藤哲也とのスペシャルシングルマッチが行われた。両者ロックアップで組み合うところから始まり、お互いの技を確かめ合うように両者の意地の張り合いが見られたが、最後は内藤がデスティーノでヒロムからスリーカウントを奪取。最初で最後の師弟対決が幕を閉じた。
1月5日、東京ドーム『WRESTLE DYNASTY』にて行われた「第106代IWGPタッグ王者チーム決定戦3WAYマッチ」で内藤哲也をパートナーにグレート-O-カーン＆ジェフ・コブ組とヤング・バックスと対戦した。
2月11日、大阪府立体育会館（エディオンアリーナ大阪）にて、内藤哲也をパートナーにヤング・バックスとのIWGPタッグ王座選手権試合が行われた。兄弟の熟練の連携技に翻弄されつつもテンデデロで対抗し、最後は内藤がニコラスにデスティーノを決め勝利。第107代IWGPタッグ王者となり、内藤は3年半ぶり、ヒロムは自身初かつジュニアヘビー級を主戦場としている選手として史上初の王座戴冠となった。
4月5日、両国国技館『SAKURA GENESIS』にて行われたIWGPタッグ選手権試合で、カラム・ニューマン＆ジェフ・コブ組と対戦。敗北しベルトの防衛に失敗した。
4月15日、後楽園ホールにて行われた『拳王チャンネル3周年大感謝祭～クソヤロー全員集合～』に参戦。スペシャルタッグマッチとして、剣舞とタッグを組み拳王・新崎人生組と対戦した。
5月4日、所属ユニット『ロス・インゴベルナブレス・デ・ハポン』が事実上の活動停止となったため、メンバーの鷹木信悟、辻陽太と共にユニット無所属となった。
5月11日より始まった『BEST OF THE SUPER Jr.32』にAブロックで参戦。

## 人物・エピソード
- ヤングライオン時代の鈴木軍・タイチとの試合や後述のバックステージでのイジメで精神がおかしくなり、今のキャラができる。
- 高橋ヒロムとしての凱旋帰国後は、エキセントリックで時には支離滅裂とも取れる言動が目立つが、「ジュニアとしてヘビー級のベルトを巻き、ゴールデンタイム（中継放送）で試合をする」ことを夢と語るなど、ジュニアヘビー級であることに対して非常に高い誇りを持っている。
- リングコスチュームも言動同様常軌を逸したサイケデリック調の派手なものが多い。高橋ヒロムとして凱旋帰国した際にも着用したレザージャケットにはパンク・ハードコアの有名バンドのロゴが施されている。また試合時に手首に巻かれたテーピングには、試合に対する意気込みや対戦相手に対する心情が手書きで書かれている事が大半である。
- 前述の通り、ヒロムはヤングライオン時代から幾度となく矢野に髪を切られる被害にあっている（バーバー矢野）。ヒロムは、2020年のNEW JAPAN CUPで対戦した際にも矢野に髪を切られた。なお、このとき切られたヒロムの髪は後日、矢野のYouTubeチャンネルにて筆に加工されている[28]。
- 2020年3月24日にYouTuberデビュー。自身の開設チャンネル『高橋ヒロム HiromuTakahashi 』において、下記のような自身の性格やエピソードを語っている。
  - 2020年4月1日放送回 にて、好きな食べ物はタン塩・中トロ・プリンで、嫌いな食べ物はイクラである。
  - 超常現象オタクであり、ヒロムの自身のシャツのロゴデザインは月刊誌『ムー』よりインスパイアを受けている。幼少期の夢は、バス本体になりたかったと動画内で語っている。
  - 少年時代から目立つことが好きで、プロレスを目指す以前はガンマン・心霊研究所の職員・オリンピック陸上選手になることが夢であった。
  - 高校時代、プロレスの道に進むことを公言し既に周知されていたため、学校長はじめ教師陣からの応援も厚かった。
  - 学生当時は自身のノルマとして1日計1000回のスクワット・プッシュアップを課しており、授業の隙を見てでも鍛錬に励んだ。
  - 2021年3月24日付の生配信で三半規管が弱いことを語っている。車酔いは勿論のこと、メキシコ遠征時代のトレーニングでも酔うことがあったとヒロムは告白している。
- 大のマンガ好きでも知られており、読み切り作品『戦慄！家族の食卓』で作画家デビューを果たした。現在、漫画アプリGANMA!にて配信中。
- 自身の開設チャンネルにおいて、2022年11月11日放送回「俺の特技が『股間のジッパー上げ下げ」になった日【ギネス世界記録】』の中で上げ下げの「いいジッパー」を選び抜き30秒間で204回の上げ下げの記録抜きに挑戦したところ、221回という結果を出し、現時点では世界記録保持者となっている。なお、記録更新・ギネス申請については「新日本プロレスの経費で…」と股間をさわりながら満面の笑みを浮かべていた。現在、ギネス申請中とのこと。
- 自身の開設チャンネルにおいて、2023年7月7日放送回「【バケモノ】内藤哲也にペヤング獄激辛一味プラスを食べさせたらとんでもないことに!!」にて、ペヤング獄激辛一味プラス早食い対決を企画し、師匠 内藤哲也に挑むが敗北。1シリーズの期間限定でTwitterのアカウント名をナマコにする事になった。それに合わせて、同年9月8日の後楽園大会では「Sea Cucumber ナマコ」としてリングコールされ、観客席からも大きなナマココールが響き渡った。
- 2024年6月10日に行われた『DESPE-invitacional』では、憧れの葛西純入場時に入場曲に合わせて大興奮でヘッドバンギングをした結果、鉄柵にこめかみを強く打ち付け負傷、試合前から大流血する羽目になった。

## 高橋ダリル
2017年6月20日の後楽園ホール大会にて初登場した猫で、ヒロムいわく大阪城ホールでのタイトルマッチ敗戦後に道頓堀川で拾ってきたらしい。同年7月にはバッドラック・ファレに引き裂かれるという惨劇に見舞われるも、入院を経て復活している。同年12月に結婚し、キャロル夫人との間には「ダリルJr」という名の子供も授かった。
正体は、シナダグローバルから販売されている「もちねこぬいぐるみ　ハチワレ」というぬいぐるみであり、ダリル登場以降プロレスファンの間で大きな反響を呼び、試合会場ではハチワレを抱えながら応援するファンが多数見受けられる。2019年6月には新日本プロレスとのコラボレーションで、高橋ナオルという赤いもちねこぬいぐるみが販売された。
新日本プロレスのオリジナルキャラクターではなく、最初は小道具として使われた既製品のぬいぐるみに過ぎなかったが初登場から現在まで途絶えることなく登場し続けており、ヒロムのコスチュームやエントランスVTRにもダリルやナオルが施され、シナダグローバルとのコラボレーションも複数実施されていることからシナダグローバル公認のマスコットキャラクターと言っても過言ではないとのことである。

## 得意技
TIME BOMB
TIME BOMB II

## タイトル歴
新日本プロレス

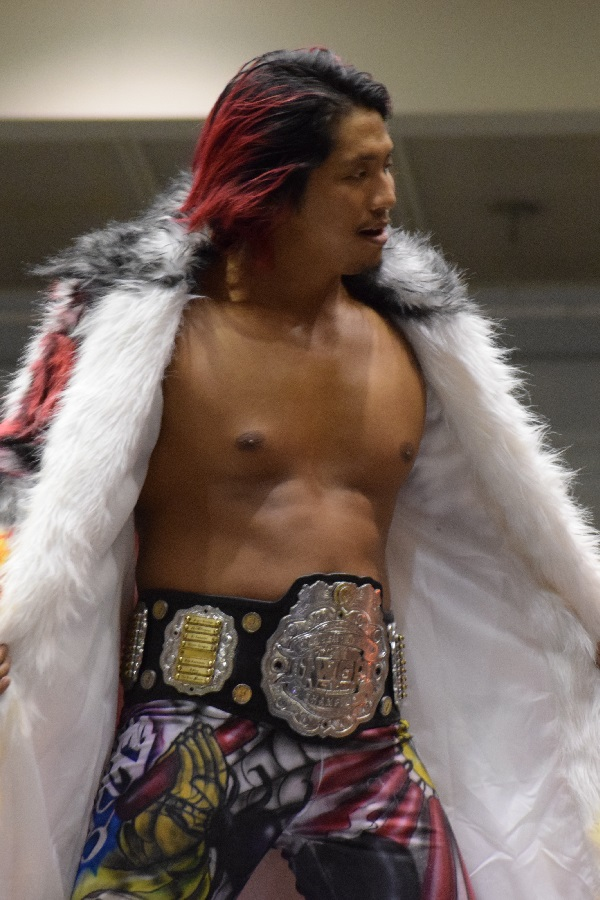
IWGPジュニアヘビー級王座を腰に巻くヒロム

- IWGPジュニアヘビー級王座 : 5回（第76代、第81代、第86代、第88代、第93代）
- IWGPタッグ王座 : 1回（第107代）（パートナーは内藤哲也）
- NEVER無差別級6人タッグ王座 : 1回（第28代）（パートナーは辻陽太&BUSHI）
- BEST OF THE SUPER Jr. 優勝 : 4回（2018年、2020年、2021年、2022年）
- WORLD TAG LEAGUE 優勝 : 1回（2024年）（パートナーは内藤哲也）

DDTプロレスリング
- アイアンマンヘビーメタル級王座 : 3回（第1584代、第1587代、第1589代）

CMLL
- CMLL世界スーパーライト級王座 : 1回（第9代）

プロレス大賞
- 2020年度プロレス大賞 敢闘賞
- 2023年度プロレス大賞 殊勲賞

日本インディー大賞
- ベストバウト（2023年）（2023年10月15日 みちのくプロレス矢巾大会 フジタ"Jr"ハヤト戦）

## 入場テーマ曲
TIME BOMB
凱旋帰国後のヒロムのテーマ曲。2016年11月から2018年7月の欠場時まで使用された。
2019年12月の復帰からは「TIMEBOMB-REIGNITION-」を使用中。
HYBRIDIZE
BUSHIとのタッグチームのテーマ曲。上記の「TIME BOMB」とBUSHIの「BUSHI-DO」をミックスして作曲したもので、2017年8月28日のTAKAみちのく＆タイチ興行で初披露された。新日本プロレスの興行ではSUPER Jr. TAG LEAGUEやIWGPジュニアタッグ王座戦線で使用している。
便所サンダルダンス / マキシマムザホルモン
CMLL参戦時のテーマ曲。
メンバーとの交流もあるようで、2020年7月25日のIWGPヘビー級・IWGPインターコンチネンタルダブル選手権試合ではメンバーのダイスケはんがゲスト解説を務めた。
RYDEEN / YMO
イギリス遠征時のテーマ曲。
catch your dream
若手時代のテーマ曲。2010年8月から2013年6月まで使用。

## 出演

### バラエティ
- 新日ちゃん。 不定期出演（2020年-、テレビ朝日）
- 新日ちゃんぴおん。 不定期出演（2021年-、テレビ朝日）
- 新日ちゃんぴおん!  不定期出演（2023年-、テレビ朝日）
- ヒロミの八王子会SP 豪華メンバー大集合！（2022年2月13日、BS日テレ）
- ダウンタウンDX 2時間SP【芸能人 最強の金銭感覚一斉調査SP】（2022年9月8日、読売テレビ）
- ヒロミの八王子会SP 第2弾 ナレーター出演（2022年9月11日、BS日テレ）

### ドラマ
- 龍馬伝（2010年、NHK）
- ファイヤーレオン 第7話、第8話（2013年、TOKYO MX）- 高橋ヒロム（本人）役[注釈 2]

### 映画
- パパはわるものチャンピオン（2018年9月、ショウゲート）- もんじゃ屋の客 役[34]

### 劇場アニメ
- 劇場版「Re:STARS 〜未来へ繋ぐ2つのきらぼし〜」（2023年7月21日、ブシロードムーブ）- タク 役[35]

### ラジオ
- 高橋ヒロムRadio2020〜初夢魅せてやんよスペシャル〜（2020年1月3日、ニッポン放送）[36]
- EVENING TAP ELECOM Escuchame 802（2024年10月1日 - 、FM802）[37]

### Webドラマ
- 仮面ライダーシリーズ（東映特撮ファンクラブ） - ジョゼフ乱堂 役[38]
  - 仮面ライダーセイバー×ゴースト（2021年5月23日）
  - 仮面ライダースペクター×ブレイズ（2021年6月27日）
  - 仮面ライダーアウトサイダーズ（2022年10月16日、2023年4月9日、7月23日、2024年9月29日、12月22日）[39]

### 舞台
- パルコ・プロデュース2025「カタシロ〜Relive vol.2〜」（2025年8月3日〈予定〉、PARCO劇場） - 患者 役[40][41]